# Нерсе
Нерсе или Нерсес, члан Нерсианидске династије, био је председавајући принц Иберије (Картли, источна Грузија) од 775. до 779/780. године.
Нерсе на наследео свог оца, Адарназа III, куропалата Иберије и пркосио арапској хегемонији у Грузији. Године 772, калиф Ел Мансур га је позвао у Багдад и стрпао у затвор. Након што га је ослободио калиф Ел Махди, Нерсе је обновио Иберију, али је и даље имао проблема са Арапима, па је био приморан да побегне Хазарима. Примљен је са почастима, али од њих није добивао значајнију подршку. Стога се са породицом склонио у Абхазију. Његов нећак (сестрин син) Стефан III се, уз дозволу калифа, вратио у Иберију, али под условом да се престане бавити политичким питањима. Након смрти његова пријатеља, светог Абе 6. јануара 786, више се не помиње у историјским изворима.